# Літній круїз
Літній круїз (англ. Summer Crossing) — перший роман американського письменника Трумена Капоте. Протягом 60-ти років вважався загубленим. Проте, 2004 р. рукопис твору було знайдено, а 2005 — опубліковано. Українською роман поки не перекладено.

## Історія створення та публікації

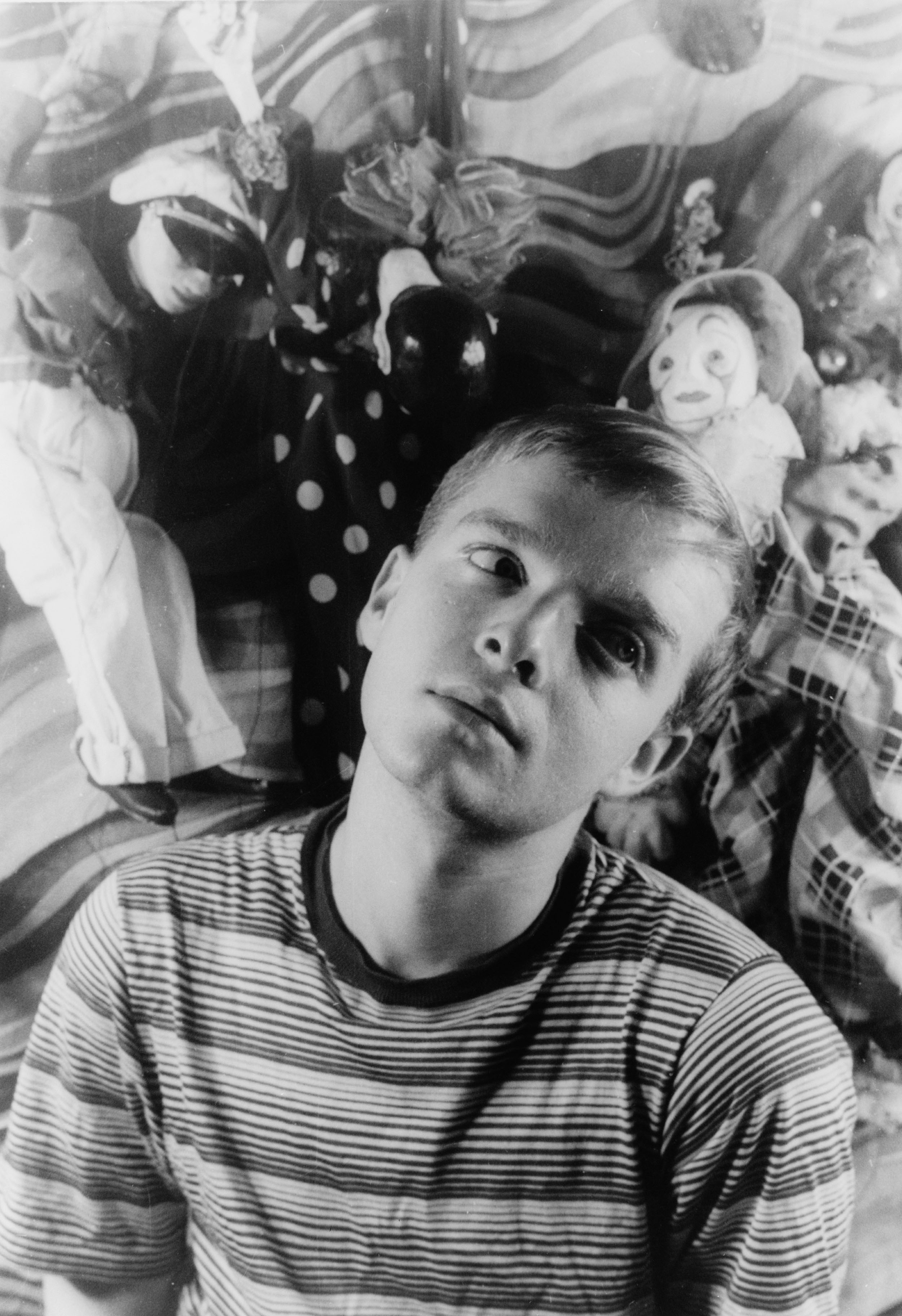
Трумен Капоте

«Літній круїз» Капоте написав ще 1943 р., тоді йому було лиш 20 років. Проте, він завжди стверджував, що спалив цей роман у нападі гніву і різкої самокритики. Насправді ж все було не так. Капоте лишив рукопис в квартирі на Бруклін-Хайтс в Нью-Йорку, де жив у 1950-х. Якось він на кілька тижнів звідти поїхав, повертатися назад не захотів. Тому подзвонив власнику житла та попросив викинути всі його особисті речі, серед яких був рукопис «Літнього Круїзу», листи до матері, вітчима та друзів, фотографії Трумена в молодості. Проте, домовласник лишив все це собі і зберігав протягом 50 років. Після його смерті речі Капоте опинилися у племінника, який і вирішив продати їх на аукціоні «Сотбіс». В результаті всі експонати викупила Нью-йоркська публічна бібліотека. Тепер вони зберігаються в її архівно-рукописному відділі зали гуманітарних наук та мистецтв .
Рукопис роману складається з 4 зошитів, списаних від руки, чорнилами, з безліччю авторських правок на берегах. Крім того, до рукопису додається ще 62 сторінки доповнень.

## Сюжет
Головна героїня роману — 17-річна Грейді Макніл, донька дуже заможної і поважної в Нью-Йорку родини. Вона відмовляється їхати з батьками на відпочинок в Європу і лишається на все літо сама вдома. Грейді страшенно цього хотіла, оскільки вже кілька місяців була закохана в 23-річного паркувальника Клайда. Перебуваючи під наглядом батьків, вона не могла з ним зустрічатися. Через місяць пара таємно одружується, а ще невдовзі Грейді дізнається, що вагітна. Змиритися з цим дівчина не може, тому перебуваючи в наркотичному сп'янінні навмисне влаштовує автомобільну аварію, в якій гине разом з Клайдом.

## Додаткова література
1. Рецензія на книгу «Літній Круїз» (рос.)